# Liolaemus famatinae
Liolaemus famatinae este o specie de șopârle din genul Liolaemus, familia Tropiduridae, descrisă de Cei 1980. Conform Catalogue of Life specia Liolaemus famatinae nu are subspecii cunoscute.